# Lago Laberge
O Lago Laberge é um alargamento do rio Yukon ao norte de Whitehorse, Yukon, Canadá. Tem 50 quilômetros de comprimento e varia de dois a cinco quilômetros de largura. Sua água é sempre muito fria e seu clima é muitas vezes severo e repentinamente variável.